# Мандаторичо
Мандаторѝчо (на италиански: Mandatoriccio) е малко градче и община в Южна Италия, провинция Козенца, регион Калабрия. Разположено е на 561 m надморска височина. Населението на общината е 2854 души (към 2010 г.).